# Gråkronad hackspett
Gråkronad hackspett (Yungipicus canicapillus) är en asiatisk fågel i familjen hackspettar inom ordningen hackspettartade fåglar.

## Utseende och läte
Gråkronad hackspett är en mycket liten svartvit hackspett med en kroppslängd på endast 14 cm. Karakteristiska egenskaper som skiljer den från exempelvis liknande hinduspetten är grå hjässa, svartaktigt ögonstreck, diffust mustaschstreck, svartaktig ovansida och svartstreckad smutsgulbrun undersida. Den saknar vidare vanligtvis vita fläckar på stjärten, dock ej nominatformen. Bland lätena hörs ett kort och mjukt "cheek", "pic", "tzit" eller ett dubbelt "chip-chip".

## Systematik och utbredning

### Släktestillhörighet
Tidigare placerades gråkronad hackspett i släktet Dendrocopos och vissa gör det fortfarande. DNA-studier visar dock att den står närmast tretåig hackspett (Picoides tridactylus) och förs numera oftast tillsammans med några andra asiatiska små hackspettar till Yungipicus. Andra, som Birdlife International, inkluderar den dock i Picoides.

### Utbredning och underarter
Gråkronad hackspett har ett mycket stort utbredningsområde som sträcker sig från södra Sibirien och Nepal till Borneo i öster. Den delas in i elva underarter med följande utbredning:
- Yungipicus canicapillus doerriesi – östra Sibirien (Primorje kraj) till Korea och östra Manchuriet
- Yungipicus canicapillus scintilliceps – östra och centrala Kina (Liaoning till Sichuan och Zhejiang)
- Yungipicus canicapillus kaleensis (inklusive szetschuanensis, omissus och obscurus[6] – sydvästra Kina (Sichuan till Fujian) till norra Myanmar, norra Indokina, Taiwan
- Yungipicus canicapillus swinhoei – Hainan (södra Kina)
- Yungipicus canicapillus semicoronatus – östligaste Nepal till västra Assam
- Yungipicus canicapillus mitchellii – västra Nepal, nordvästra Indien och norra Pakistan
- Yungipicus canicapillus canicapillus – östra Assam, Bangladesh till centrala och södra Burma, Thailand och Laos
- Yungipicus canicapillus delacouri – sydöstra Thailand, Kambodja och Cochinchina
- Yungipicus canicapillus auritus – södra Thailand och Malackahalvön
- Yungipicus canicapillus volzi – Sumatra, Riauöarna och Nias
- Yungipicus canicapillus aurantiiventris – Borneo

Tidvis har arten inkluderat hinduspetten, men de två förekommer sympatriskt i Nepal utan att hybridisera. Underarter i Himalaya skiljer sig både i läten och morfologiskt från andra populationer och kan möjligen utgöra en egen art.

## Levnadssätt
Gråkronad hackspett återfinns i olika typer av skogar och skogslandskap. Den lever av insekter som bland annat fjärilslarver, puppor, myror och tvåvingar, men även frukt och ibland gräsfrön. Den häckar från april till juli på Indiska subkontinenten och från december till april i Sydostasien, något senare längst i norr. Arten är huvudsakligen stannfågel, men nordliga populationer flyttar ofta till lägre nivåer.

## Status och hot
Arten har ett stort utbredningsområde, men tros minska i antal, dock inte tillräckligt kraftigt för att den ska betraktas som hotad. Internationella naturvårdsunionen IUCN listar arten som livskraftig (LC). Världspopulationen har inte uppskattats men den beskrivs som lokalt vanlig till ganska vanlig.

## Namn
Fågeln har på svenska även kallats gråkronad brokspett.